# Котурські млини
Котурські млини — втрачені водяні млини, що існували на річці Котурка з кінця XVII століття. Належали до групи млинів у приміській смузі Києва.

## Історія
Водяні млини на річці Котурка існували вже у XVII столітті. Одна із перших згадок міститься у "Записці про Київський домініканський монастир" (1634-1664) Петра Развидовського: "Мельниц на том Котыре: во первых Николаевка на низу, вторая выше Жаркова, третья Яцкова (Іакинфова), в коей камней два и одна пила, четвертая Федорова, пятая Луциковка, а на стороне новый пруд запрудили мы. Была и там мельница". Тобто, на річці тоді існувало 6 водяних млинів. 
На карті 1746 року, що фіксувала земельні володіння Братського монастиря, спірні із володіннями київського магістрату, також фіксує 6 млинів - 5 власне на Котурці, а один - на ставку на річці Горенка неподалік впадіння останньої у Котурку. В межах сучасного Києва існувало 3 водяні млини, які належали Братському монастирю - верхній, на греблі теперішнього ставка Карачун, середній - на греблі теперішнього ставка Двірець, нижній - на греблі теперішнього ставка Горащиха. 
На топографічній мапі 1897/1918 років зафіксовано 2 водяні млини - у хуторі Березовському (колишньому Григоренка) та хуторі Свішникова. Топографічна зйомка, проведена в середині 1920-х, вже не фіксує на річці Котурка жодного водяного млина.

## Локалізація млинів на сучасній місцевості
На місці колишнього млина у хуторі Березовському із 1950-х років - дерев’яний пішохідний місток через озеро Горащиха. На місці колишнього млина на хутора Свішникова - гребля у північній частині озера Двірець.  